# Rheumaptera uddmani
Rheumaptera uddmani är en fjärilsart som beskrevs av Felix Bryk 1921. Rheumaptera uddmani ingår i släktet Rheumaptera och familjen mätare. Inga underarter finns listade.